# Monteflores (Santurce)
|                                                  |                                                         |
| Coordenadas                                      | 18°26′22″N 66°3′23″O / 18.43944, -66.05639              |
| Entidad • País • Territorio • Municipio • Barrio | Sub-barrio Estados Unidos Puerto Rico San Juan Santurce |
| Superficie                                       | 0,17 km² (0,07 mi²)                                     |
| Población • Densidad poblacional                 | 1.657 (2000) 9.611,5 km² (24.893,8 mi²)                 |

Monteflores es uno de los cuarenta «sub-barrios» del barrio Santurce en el municipio de San Juan, Puerto Rico. De acuerdo al censo del año 2000, este sector contaba con 1657 habitantes y una superficie de 0,17 km².